# Cambuí (ort)
Cambuí är en ort i Brasilien.   Den ligger i kommunen Cambuí och delstaten Minas Gerais, i den sydöstra delen av landet, 800 km söder om huvudstaden Brasília. Cambuí ligger 896 meter över havet och antalet invånare är 21 246.
Terrängen runt Cambuí är kuperad åt sydväst, men åt nordost är den platt. Cambuí är det största samhället i trakten.
Omgivningarna runt Cambuí är huvudsakligen savann. Runt Cambuí är det ganska tätbefolkat, med 96 invånare per kvadratkilometer.